# Quimiocina
Les quimiocines són proteïnes de mida petita pertanyents a una família de les citocines. S'anomenen d'aquesta manera a causa de la capacitat que tenen per induir la quimiotaxi als voltants de les cèl·lules sensibles, són citocines quimiotàctics.
Les quimiocines presenten una sèrie de característiques estructurals comunes, com ara la seva petita grandària o la presència de quatre residus de cisteïna en regions protegides, les quals són clau per a la construcció de la seva estructura tridimensional. No obstant això, aquestes proteïnes han estat històricament conegudes sota altres noms, com ara la família de les citocines SIS, la família de les citocines SIG, la família de les citocines Scy, factor plaquetari 4 o superfamília de les intercrines. Algunes quimiocines són considerades pro-inflamatòries, i, durant una resposta immunitària poden ser induïdes per promoure cèl·lules del sistema immunitari a un lloc d'infecció, mentre que altres són considerades homeostàtiques i intervenen en el control de la migració de les cèl·lules durant els processos normals de manteniment o desenvolupament de teixits. Les quimiocines es troben en tots els vertebrats i en alguns virus i bacteris, però no es troben en cap altre invertebrat. Aquestes proteïnes exerceixen els seus efectes biològics mitjançant la interacció amb els receptors transmembrana units a proteïnes G, anomenats receptors de quimiocina, que es troben selectivament en les superfícies de les seves cèl·lules diana.

## Funció
El paper més important que tenen les quimiocines és el d'actuar com un quimioatraient per guiar la migració cel·lular. Les cèl·lules que són atretes per les quimiocines segueixen un senyal d'increment de la concentració de quimiocines cap a la font de la quimiocina. Algunes quimiocines controlen les cèl·lules del sistema immunitari durant processos de vigilància immunitària, com ara la direcció dels limfòcits cap als nòduls limfàtics per tal que puguin detectar la invasió dels patògens mitjançant la interacció amb cèl·lules presentadores d'antígens que resideixen en aquests teixits. Aquestes quimiocines són conegudes com a quimiocines homeostàtiques i són produïdes i secretades sense necessitat d'estimular les seves cèl·lules font. Algunes quimiocines tenen un paper en el desenvolupament: promouen l'angiogènesi (creixement de nous vasos sanguinis) o guien cèl·lules cap a teixits que proporcionen senyals crítiques específiques per a la maduració cel·lular. Altres quimiocines són inflamatòries i són alliberades per una gran varietat de cèl·lules com a resposta a una infecció bacteriana o per virus o altres agents que causen dany físic, com ara la sílice o els cristalls d'urat que es produeixen en la gota. El seu alliberament és sovint estimulat per citocines pro-inflamatòries com ara la interleucina 1. Les quimiocines inflamatòries funcionen sobretot com quimiotàctics per als leucòcits, recluten monòcits, neutròfils i altres cèl·lules efectores des de la sang fins a llocs d'infecció o dany tissular. Algunes quimiocines inflamatòries activen les cèl·lules per iniciar una resposta immunitària o promoure la cicatrització de la ferida. Són alliberades per molts tipus de cèl·lules diferents i serveixen per guiar tant cèl·lules del sistema immunitari innat com del sistema immunitari adaptatiu.

## Característiques estructurals
Les proteïnes es classifiquen com quimiocines basant-se en les seves característiques estructurals, no només per la seva capacitat per atraure les cèl·lules. Totes les quimiocines són petites (pes molecular entre 8 i 10 kDa). Són aproximadament entre un 20 i un 50 per cent idèntiques entre si, és a dir, comparteixen homologia de seqüència genètica i de seqüència d'aminoàcids. Totes les quimiocines tenen els aminoàcids que són necessaris per a la creació de la seva estructura terciària, com ara (en la majoria dels casos) quatre cisteïnes que interaccionen entre si en parelles per crear una forma de clau grega que és característica de les quimiocines. El primer residu de cisteïna s'uneix amb el tercer, i el segon amb el quart mitjançant ponts disulfur. Les quimocines típiques es produeixen com a pro-pèptids, a partir d'un pèptid senyal d'aproximadament vint aminoàcids que s'escindeix de la porció activa (madura) de la molècula durant el procés de la seva secreció de la cèl·lula. Les dues primeres cisteïnes d'una quimiocina estan molt juntes i estan situades prop de l'extrem N terminal de la proteïna madura, amb la tercera cisteïna situada al centre de la molècula i la quarta prop de l'extrem C terminal. A les dues primeres cisteïnes li segueix un bucle d'aproximadament deu aminoàcids i és coneguda com a bucle N. Això és continuat per una hèlix simple, anomenada hèlix 310, tres fils beta i un C terminal hèlix alfa. Aquestes hèlixs i brins es connecten per girs anomenats bucles 30s 40s i 50s. La tercera i la quarta cisteïna es troben en les hèlixs 30s i 50s.

## Tipus
Els membres de la família de les quimiocines es divideixen en quatre grups depenent de la distància entre els seus dos primers residus de cisteïna. La nomenclatura de les quimiocines és, per exemple: CCL1 per al primer lligand de la família CC de les quimiocines i CCR1 per al seu receptor respectiu.

### Quimiocines CC
Les quimiocines CC (o β-quimiocines) tenen dues cisteïnes adjacents, a prop del seu extrem amino terminal. Es coneixen com a mínim 27 membres diferents dins d'aquest subgrup que estiguin presents en els mamífers, anomenats lligands de quimiocines CC (CCL) -1 a -28; CCL10 és el mateix que CCL9. Les quimiocines d'aquesta subfamília contenen normalment sis cisteïnes (C6-CC quimiocines). Les quimiocines CC indueixen la migració de monòcits i altres tipus cel·lulars com cèl·lules NK i cèl·lules dendrítiques.
Com a exemple de quimiocina CC es troba la proteïna quimioatraient de monòcits 1 (MCP-1 o CCL2) que indueix els monòcits a alliberar el torrent sanguini i entrar en el teixit circumdant per convertir-se en macròfags tissulars.
Les CCL5 (o RANTES) atrauen cèl·lules com ara les cèl·lules T, eosinòfils i basòfils que expressen el receptor CCR5.
Altres quimiocines rellevants dins d'aquesta família són CCL17 o CCL22.

### Quimiocines CXC
Les dues cisteïnes N terminals de CXC (o α-quimiocines) estan separades per un aminoàcid, representat en aquest nom amb una X. S'han descobert disset quimiocines CXC a mamífers, que se subdivideixen en dues categories, aquells amb una seqüència específica d'aminoàcids (o motiu) d'àcid glutàmic-leucina-arginina (ELR) immediatament abans de la primera cisteïna del motiu CXC (ELR-positiu), i els que no tenen un motiu ELR (ELR-negatiu). Les quimiocines CXC ELR-positives indueixen específicament la migració de neutròfils, i interaccionen amb els receptors de quimiocina CXCR1 i CXCR2. Un exemple de quimiocina CXC ELR-positiva és la interleucina-8 (IL-8), la qual indueix els neutròfils a alliberar el torrent sanguini i entrar al teixit circumdant. Altres quimiocines CXC que no tenen el motiu ELR, com la CXCL13, tendeixen a ser quimioatraients per als limfòcits. Les quimiocines CXC s'uneixen als receptors de quimiocina CXC, dels quals han estat descoberts set, i es designen CXCR1-7.

### Quimiocines C
El tercer grup de quimiocines és conegut com les C quimiocines (o quimiocines γ), i és diferent de totes les altres quimiocines pel fet que només presenta dues cisteïnes. S'han descobert dues quimiocines que pertanyen a aquest subgrup, i es diuen XCL1 i XCL2. Aquestes quimiocines atrauen els precursors de les cèl·lules T a l'estafa.

### Quimiocines CX3C
Hi ha un quart grup de quimiocines, els membres presenten tres aminoàcids entre les dues cisteïnes. L'única que s'ha descobert fins ara ha estat la fractalquina (o CX3CL1). És a la vegada secretada i lligada a la superfície de la cèl·lula que l'expressa, de manera que serveix tant com un quimioatraient com una molècula d'adhesió.